# Ian Pieris
Ian Pieris, né le 14 mars 1933 à Colombo et mort le 1er janvier 2016 dans la même ville, est un joueur srilankais de first-class cricket.
Il a servi comme président de la Fédération srilankaise de cricket (en) en 1989 et 1990.